# Сердий, Артемий Гаврилович
Сердий Артемий Гаврилович (23 июня [6 июля] 1902, Дзыговка — 24 апреля 1982, Москва) — советский учёный в области машиностроения для нефтяной и газовой промышленности, профессор, директор Московского нефтяного института им. И. М. Губкина в 1938—1939 и 1947—1954 гг.

## Биография
Родился 23 июня [6 июля] 1902 года в селе Дзыговка (ныне Ямпольский район Винницкой области).
- 1916 — окончил 4-классную Дзыговскую школу. Работал рассыльным и уборщиком помещений.
- 1917 — Зачислен в третий класс Ямпольской гимназии, впоследствии реорганизованной в 1-ю социально-экономическую школу.
- 1921—1924 — Учитель в Дзыговской и Томашпольской трудовых школах.
- 1924—1926 — Служба в РККА в 26-м Белозерском кавалерийском полку в Пятигорске.
- 1926—1928 — Ответственный секретарь Кясловодского райсовета Осоавиахима.
- 1928—1932 — студент Донского политехнического института (Новочеркасск), Московской горной академии, Московского нефтяного института им. И. М. Губкина.
- 1932—1934 — аспирант кафедры нефтепромысловой механики МНИ (заведующий — профессор Л. С. Лейбензон). Помощник директора — зав. сектором по производственному обучению, помощник заведующего проектно-исследовательским бюро (ПИБ), зам. главного инженера и заведующий ПИБ.
- 1935 — Научный сотрудник лаборатории нефтепромысловой механики.
- 1937 — Защита диссертации и присвоение ученой степени кандидата технических наук (руководители проф. Л. С. Лейбензон, затем В. Э. Классен). Приказ № 68 от 13.07.37 по институту: и. о. директора проф. Пустовалов освобожден от должности по личной просьбе. Временно исполняющим обязанности директора назначен А. Г. Сердий (по распоряжению нач. ГУУЗ НТП Каплуна)
- 1938 — Утвержден в должности директора МНИ им. И. М. Губкина.
- 1939 — Утвержден в ученом звании доцента по кафедре нефтепромысловой механики; переведен на работу в ГУУЗ Наркомнефти.
- 1940—1941 — заместитель начальника управления кадрами и учебными заведениями Наркомнефти.
- 1941—1942 — главный редактор при наркоме нефтяной промышленности. Директор центральной лаборатории техотдела Наркомнефти (Уфа).
- 1942—1944 — парторг ЦК ВКП(б) на 5-м промысле «Ишимбайнефть» в деревне Карлы Башкирской АССР.
- 1944—1947 — Начальник лаборатории эксплуатации скважин и зам. директора по промыслово-механической части ВНИИ Наркомнефти.
- 1947—1954 — директор МНИ им. И. М. Губкина.
- 1954—1973 — зав. кафедрой нефтепромысловых машин и механизмов.
- 1965—1968 — декан механического факультета.
- 1967 — Утвержден в ученом звании профессора по кафедре машин и оборудования промыслов, насосных и компрессорных станций.
- 1973 — Освобожден от должности зав. кафедрой по собственному заявлению. Назначен профессором-консультантом кафедры.
- 1976 — вышел на пенсию.

Скончался 24 апреля 1982 года, похоронен в Москве в колумбарии Донского кладбища.

## Ученые степени и звания
- кандидат технических наук (1937)
- доцент (1939)
- горный директор 1-го ранга (1954)
- профессор (1967)

## Награды
- 1945 — Орден «Знак Почёта»
- 1948 — Орден Трудового Красного Знамени
- Медали